# Naturschutzgebiet Alsmicketal mit Hangwäldern
Das Naturschutzgebiet Alsmicketal mit Hangwäldern ist ein 28,01 ha großes Naturschutzgebiet (NSG) zwischen dem Hof Fahrenschotten, der Bundesautobahn 45 und dem Biggesee in den Stadtgebieten von Drolshagen und Olpe im Kreis Olpe in Nordrhein-Westfalen. Es wurde 2013 vom Kreistag mit dem Landschaftsplan Nr.1 Biggetalsperre - Listertalsperre ausgewiesen. Der größere westliche Bereich liegt im Stadtgebiet von Drolshagen.

## Gebietsbeschreibung

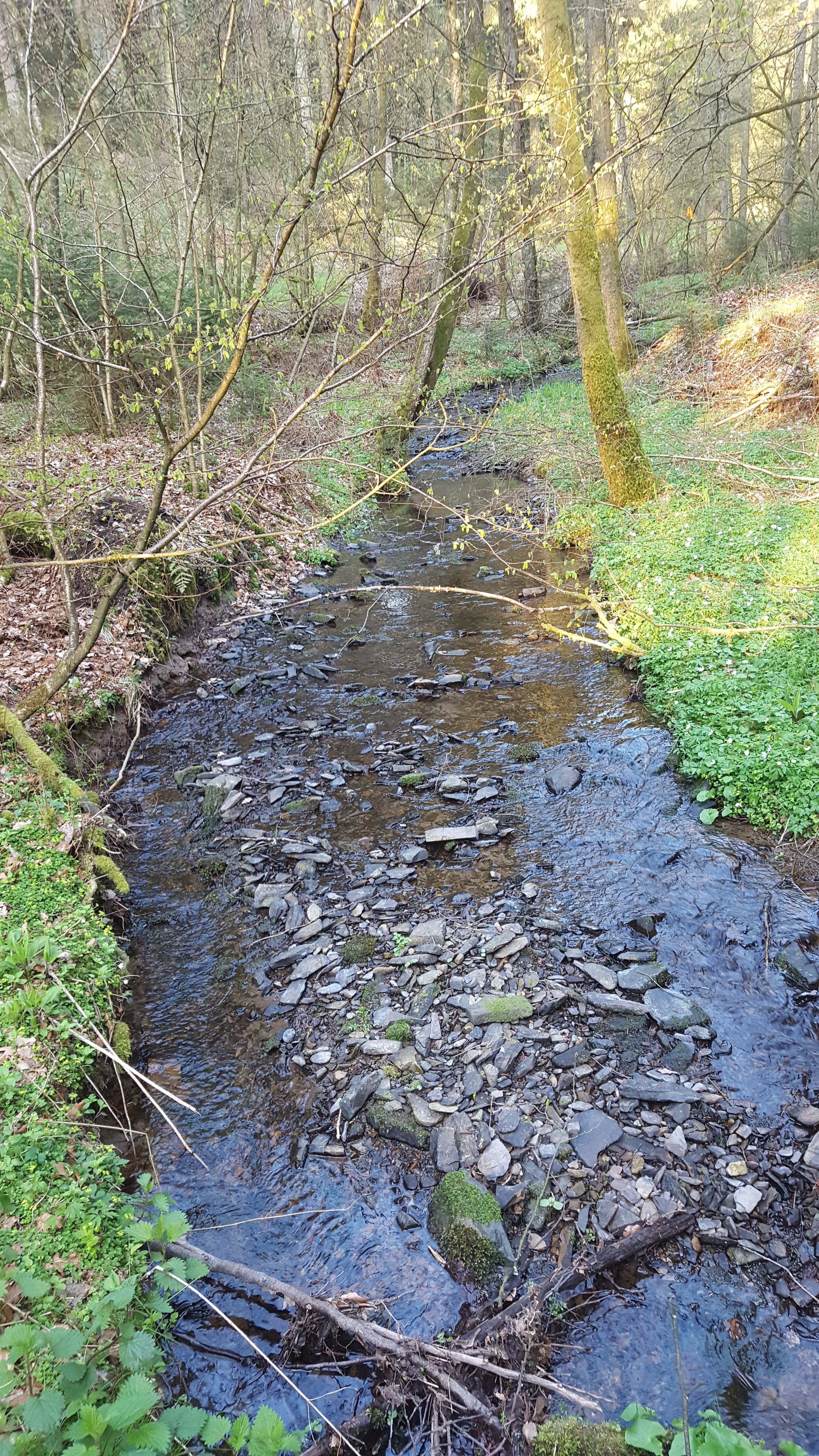
Unterlauf der Alsmicke im Naturschutzgebiet Alsmicketal mit Hangwäldern

Bei dem NSG handelt es sich um einen Biotopkomplex mit dem naturnahen Bachlauf der Alsmicke mit begleitendem artenreichen Feucht- und Magergrünland, Auwäldern, Stillgewässern, naturnahen Eichen- und Buchenwäldern. Es wurden die seltenen Pflanzenarten Knöterich-Laichkraut, Zitzen-Sumpfsimse, Sumpf-Veilchen, Faden-Binse, Hirse-Segge, Stern-Segge und Alpen-Hexenkraut nachgewiesen. Das Alsmicketal verfügt über eine hohe Lebensqualität für viele seltene Tierarten (z. B. Amphibien).

## Grund der Schutzausweisung
Das NSG wurde aus vier Gründen ausgewiesen:
1. zur Erhaltung, Entwicklung und Wiederherstellung standorttypischer Lebensstätten, Lebensräume und deren Lebensgemeinschaften, insbesondere eines naturnahen Bachlaufes mit begleitendem artenreichen Feucht- und Magergrünland, Auwäldern, Stillgewässern und naturnahen Eichen- und Buchenwäldern sowie der lebensraumtypischen Pflanzen- und Tierarten (u. a. Knöterich-Laichkraut, Zitzen-Sumpfsimse, Sumpf-Veilchen, Faden-Binse, Hirse- und Stern-Segge, Alpen-Hexenkraut), 
2. zur Sicherung als Verbindungsfläche im Biotopverbund, 
3. aus wissenschaftlichen, naturgeschichtlichen und landeskundlichen Gründen, insbesondere zur Erhaltung der schutzwürdigen Böden: Böden mit einem hohen bis sehr hohen Biotopentwicklungspotential und einer sehr hohen Bodenfruchtbarkeit, Regelungs- und Pufferfunktion (z. B. Typische Braunerde, Anmoorgley, Nassgley) und 
4. wegen der Seltenheit, besonderen Eigenart und der hervorragenden Schönheit des Bachtales und der Hangwälder.